# Massacro ordinato dai Triumviri
Massacro ordinato dai Triumviri è un dipinto di Antoine Caron.

## Descrizione e storia
Il quadro, articolato in tre pannelli affiancati, si riferisce al massacro di protestanti, al tempo delle guerre di religione francesi, che si verificò il 6 aprile 1561, su ordine di un Triunvirato composto dal connestabile Anne de Montmorency, dal gran maestro di Francia Francesco I di Guisa e dal maresciallo di Francia Jacques d'Albon de Saint-André che era favorito del re Enrico II di Francia.
Nel dipinto il contesto è Roma all'epoca del Triumvirato di Marco Antonio, Ottaviano Augusto e Marco Emilio Lepido. Nel rappresentare l'antica Roma, il pittore ha inserito monumenti e opere d'arte, così come erano presenti a Roma nel Cinquecento ed erano stati illustrati nelle incisioni dello Speculum Romanae Magnificentiae, pubblicato da Antonio Lafreri intorno al 1550.

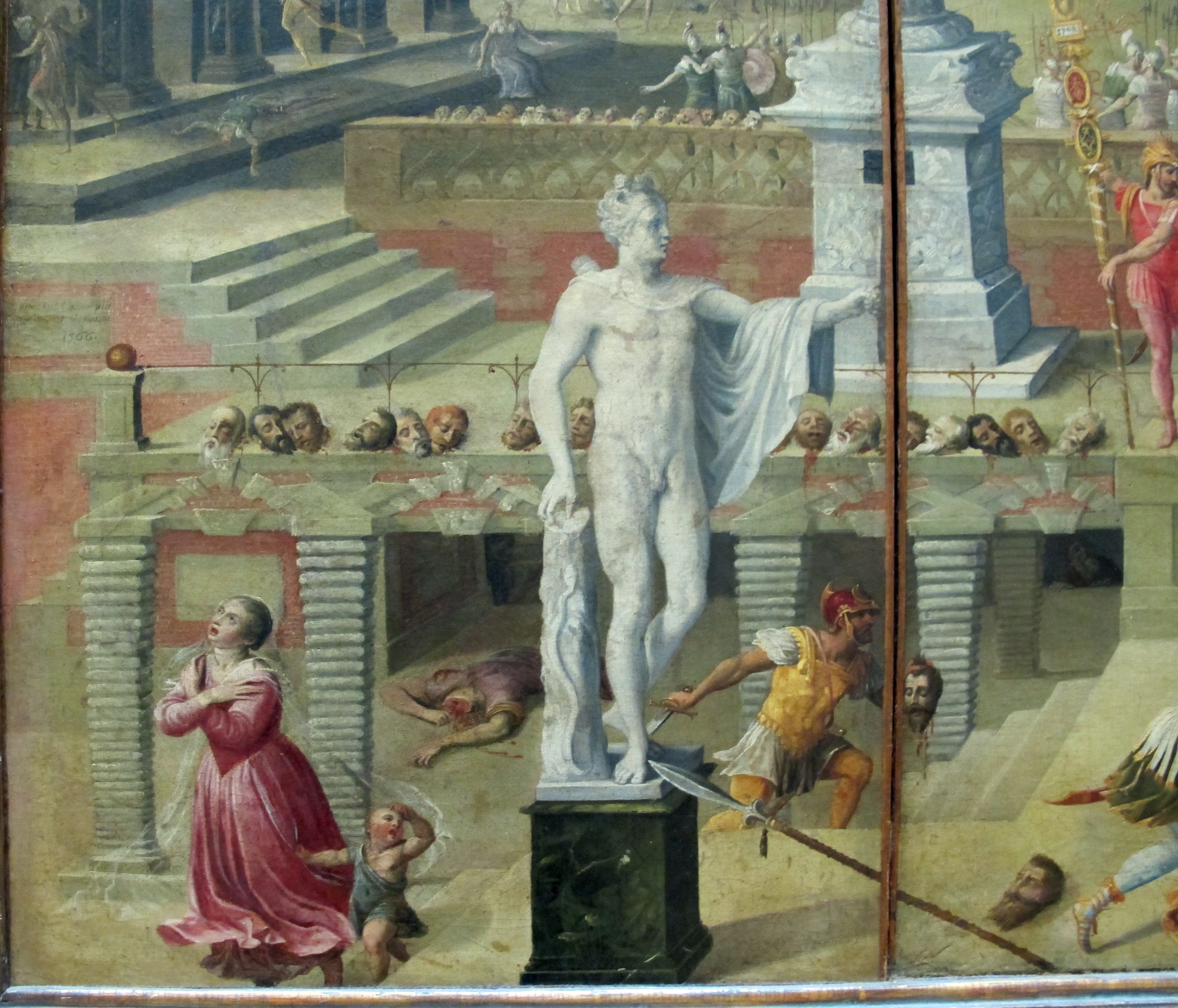
Antoine Caron, Massacro ordinato dai Triumviri, 1566, (part. pannello sinistra)

A destra c'è la dominante statua dell'Ercole del Museo Chiaramonti e, en pendant, a sinistra c'è quella dell'Apollo del Belvedere. Le due statue marmoree sono rappresentate come colossi, bianchi indifferenti e immobili, sulla scena tragica che si svolge ai loro piedi. Appare nel pannello di sinistra anche la Colonna Traiana, l'Arco di Settimio Severo (uno dei Dioscuri, trovato al Quirinale, è qui emigrato alla sommità di quest'arco) e Castel Sant'Angelo con il Ponte Sant'Angelo. Nel pannello centrale si vede il Colosseo, già luogo di massacri, al cui interno, contro un telo funereo, figure minuscole ma presenti, siedono i Triumviri. Dietro il Colosseo si vede l'obelisco di piazza del Popolo, il Pantheon e il Settizonio squadrato (che successivamente fu distrutto), che sono rappresentati in modo sintetico e non rispondente alla realtà. Nel pannello di destra c'è l'Arco di Tito, le tre colonne del tempio di Castore e Polluce, il palazzo Senatorio sul Campidoglio, il palazzo dei Conservatori con la statua equestre di Marc'Aurelio e una parte dell'Arco di Costantino.

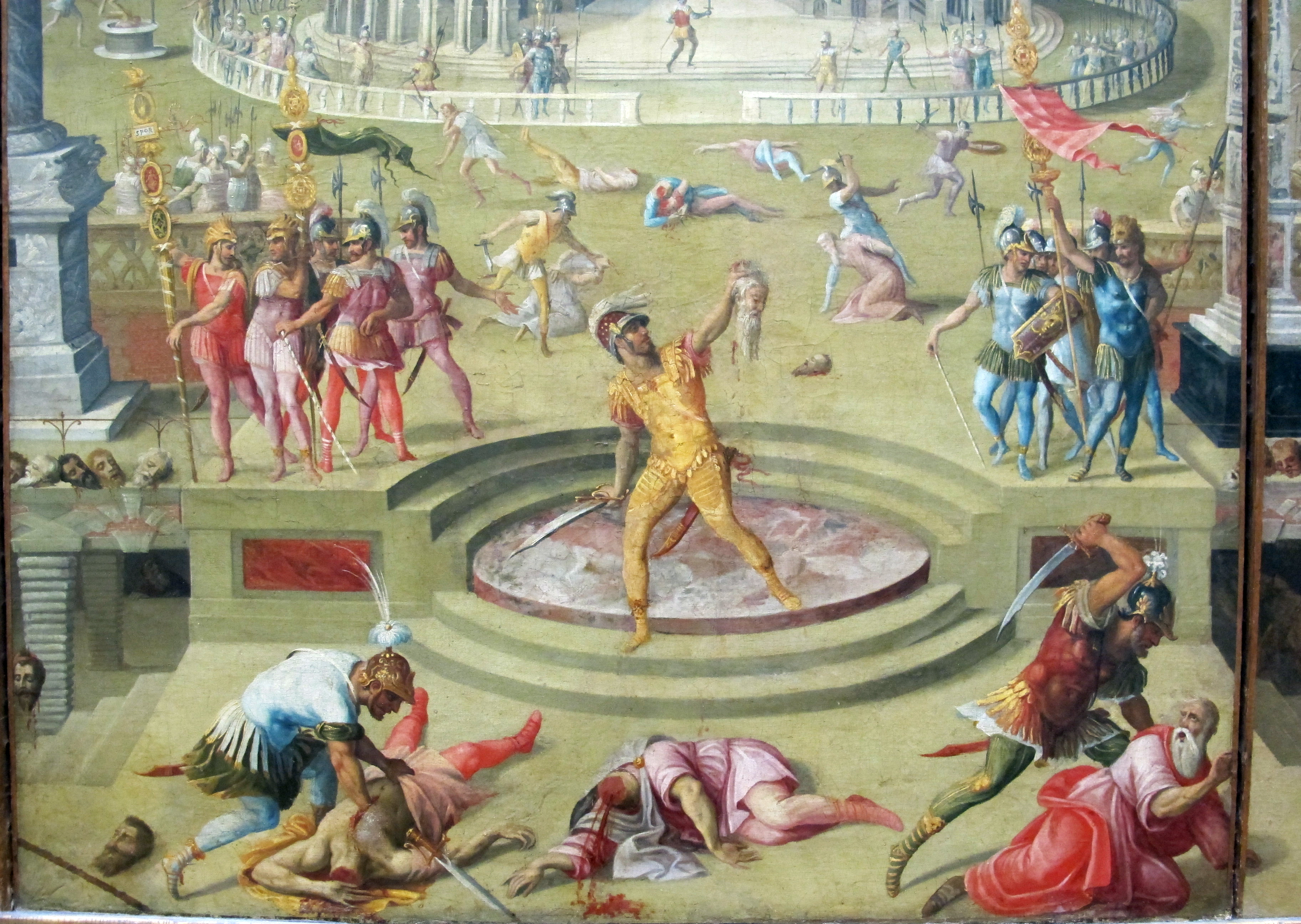
Antoine Caron, Massacro ordinato dai Triumviri, 1566, (part. pannello centrale)

Il palazzo Senatorio ha già la doppia scala di Michelangelo, con la sua balaustra; ma le finestre sono ancora quelle quattrocentesche, a croce, e la scala che sale al Campidoglio ha una forma arrotondata e di pura fantasia. Sulla facciata, dipinta di rosso, si notano le due grandi torri laterali. Il palazzo dei Conservatori ha ancora l'antica facciata con il portico - che sarà presto sostituita - e la statua di Marc'Aurelio è ancora posizionata in asse con il centro della facciata del palazzo dei Conservatori. Il Marc'Aurelio verrà poi spostato e messo in asse con il centro del palazzo Senatorio, quindi anche ruotato di 45°, andando ad occupare la posizione dove oggi lo vediamo (anche se in copia).

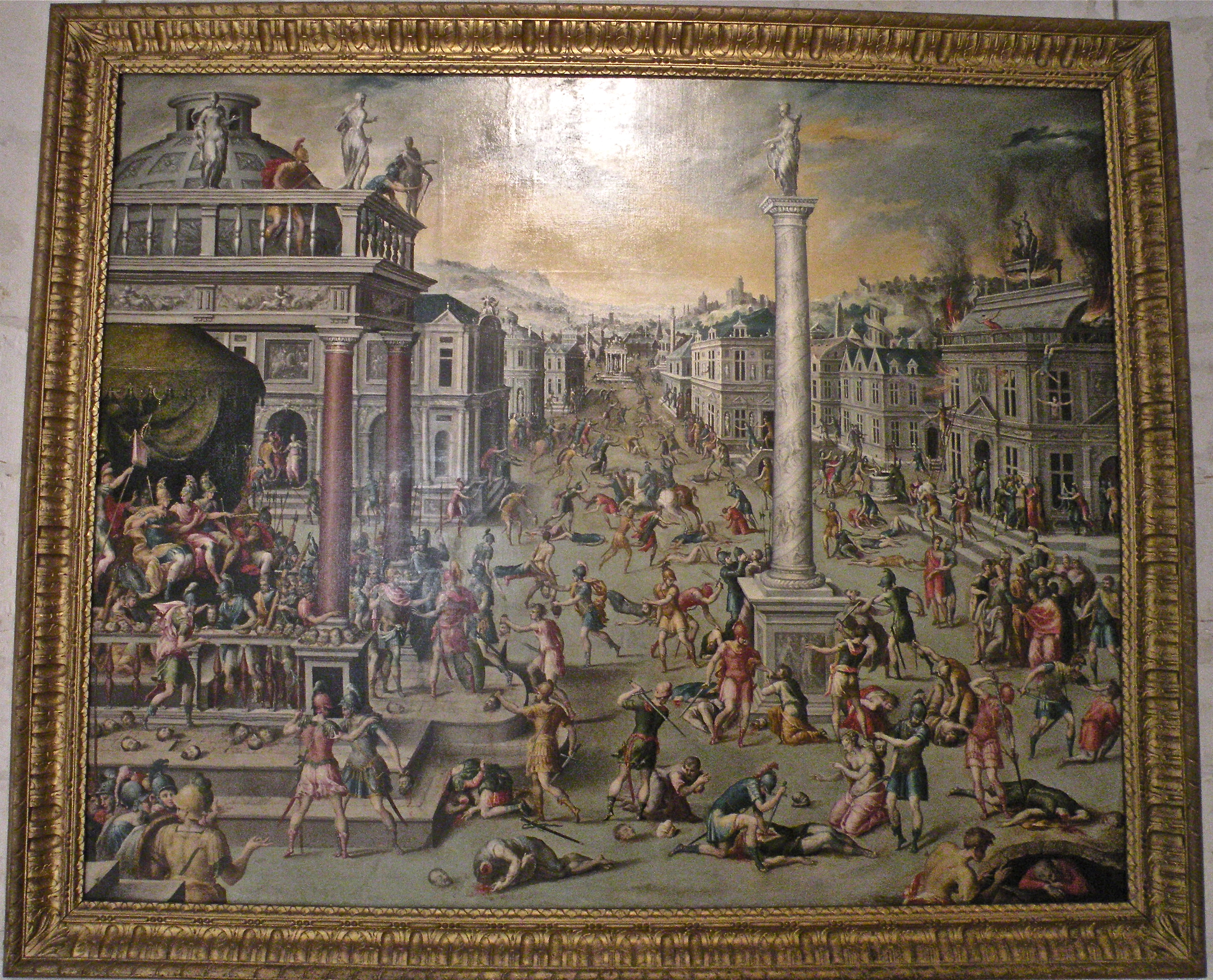
Massacro dei Triumviri (Musée départemental de l'Oise)

Entro queste quinte, immobili e algide, si svolge, sezionata in vari episodi, la scena del massacro. Teste mozze, grondanti di sangue, sono allineate sopra il muro di coronamento di una costruzione dalle classiche formeː costruzione che sostiene tutta la città di Roma e che sembra ispirata ai resti dei Palazzi imperiali del Palatino, sul fronte del Circo Massimo. La drammaticità della scena truculenta si stempera nella visione simbolica e monumentale della Roma dell'epoca, con edifici classici e con palazzi cinquecenteschi. Sopra, un tramonto romano che si tinge di sangue. Una visione fuori del tempo che in qualche modo prelude alle vedute metafisiche di De Chirico.
Un'altra versione del dipinto di Caron (1562), dipinta su un solo pannello, si trova dal 1945 nel Musée départemental de l'Oise